# Izydor Lotto
Izydor Lotto (ur. 22 grudnia 1840 w Warszawie, zm. 13 lipca 1927 tamże) – polski skrzypek i kompozytor.
Studiował w Paryżu – grę na skrzypcach u Lamberta Massarta oraz kompozycję u Ambroise Thomasa. Po debiucie w Paryżu w 1852 r. zyskał międzynarodową sławę. W 1862 r. był solistą orkiestry w Weimarze. Od 1872 r. uczył w konserwatorium w Strasburgu. Od roku 1880 zamieszkał w Warszawie, gdzie był profesorem Instytutu Muzycznego, a także koncertmistrzem w orkiestrze opery. Jego twórczość obejmuje m.in. pięć koncertów skrzypcowych i utwory na skrzypce solo.